# Dominación bizantina de las Islas Baleares

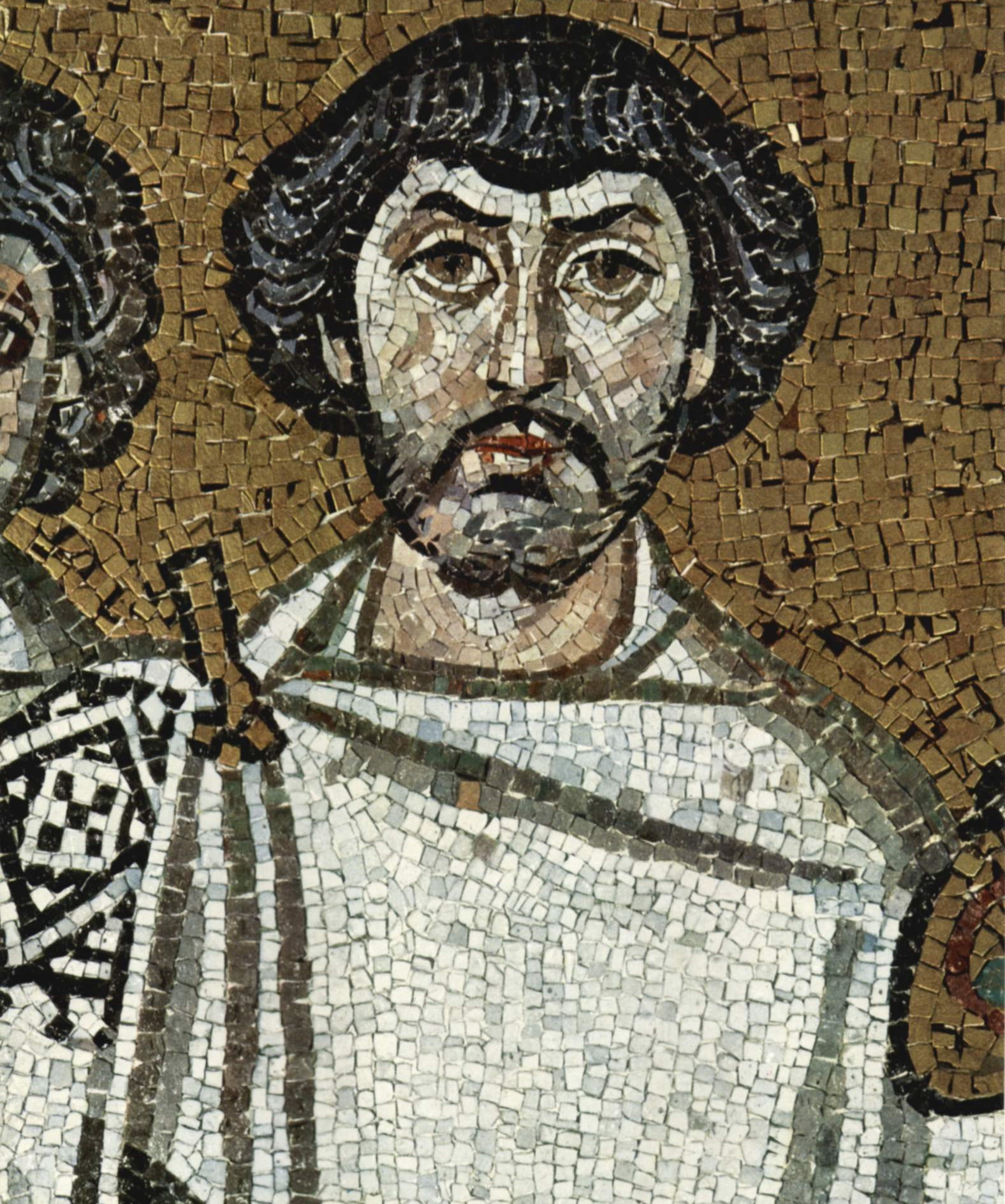
Belisario, general bizantino artífice de gran parte de la expansión de Bizancio por el mar Mediterráneo.

La dominación bizantina de las Islas Baleares es un periodo histórico que se inicia en 534, con la conquista por parte del Imperio Bizantino de esta parte del Reino Vándalo, y finaliza en una fecha incierta situada entre principios del siglo VIII y principios del siglo X. La documentación sobre esta época es muy escasa, así como los restos arqueológicos conocidos, por lo cual abundan las suposiciones historiográficas.

## Historia

### Conquista bizantina

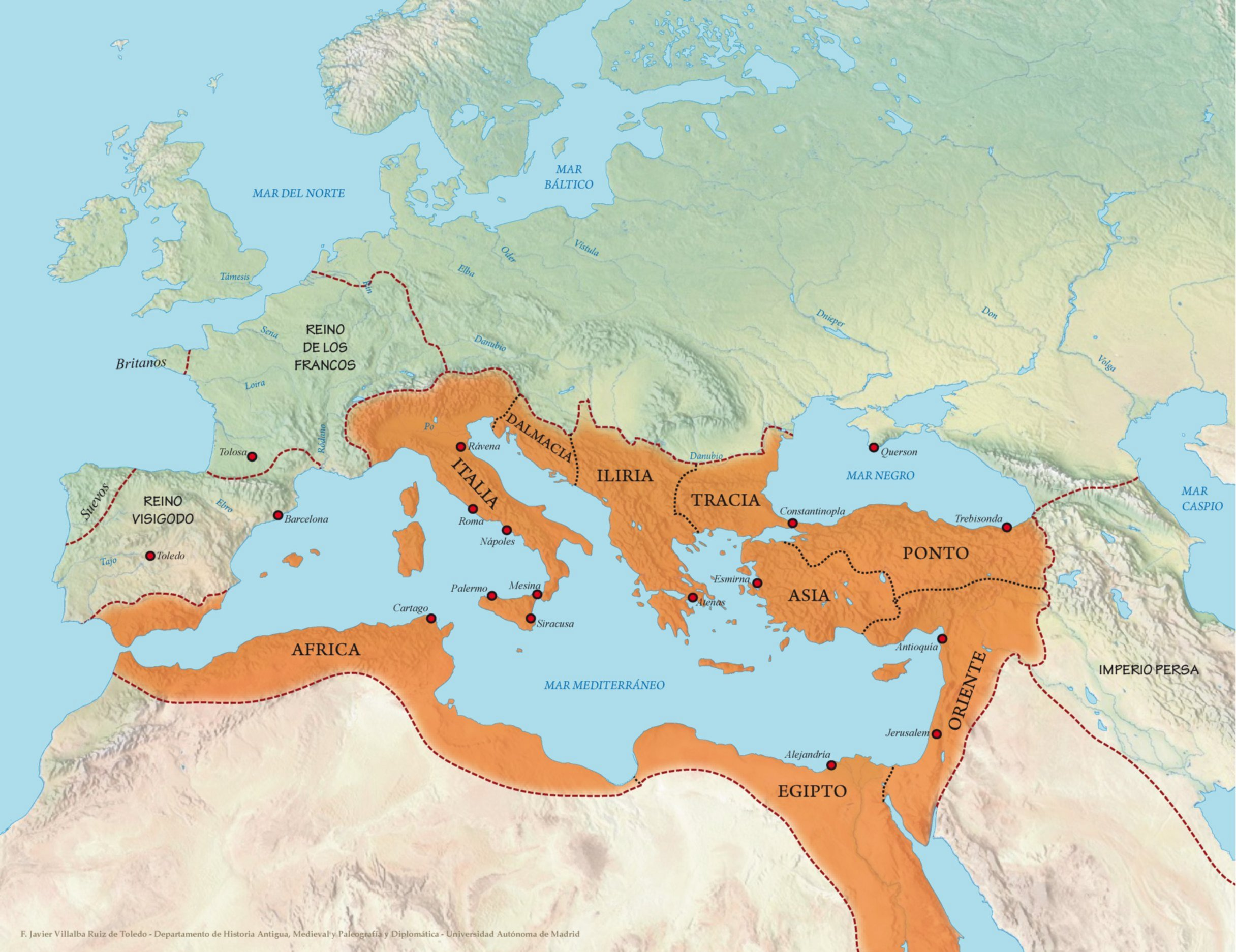
Mapa del Imperio bizantino en bajo el reinado de Justiniano.

Derrocado el rey vándalo Hilderico, aliado del Imperio Bizantino, por el usurpador Gelimer, el emperador Justiniano I encargó al general Belisario (533) la expedición de conquista del Reino Vándalo, que además de la región de Numidia, en África noroccidental, incluía las islas de Cerdeña, Córcega y las Baleares. Belisario encomendó un año más tarde a su lugarteniente Apolinario la conquista del archipiélago balear, donde ejerció el cargo de gobernador. Los bizantinos mantuvieron la estructura territorial vándala, y las Baleares, extremo occidental del Imperio, permanecieron en la provincia de Cerdeña, que a su vez dependía de la jefatura de África.

### Máxima expansión bizantina

Máxima expansión bizantina bajo Justiniano.

Al poco de la conquista bizantina de las Baleares, el Imperio Bizantino conquistó extensos territorios del sur de Hispania (Provincia de Spania) entre el 552 y el 620, iniciando la conquista en Cartago Nova. Así, las Baleares pasaron a ser un territorio estratégico en las rutas marítimas imperiales hacia la península ibérica, ya que en estos años ocupaba un territorio muy similar al del Imperio Romano (prácticamente su misma extensión salvo Hispania, la Galia e Inglaterra). Esta centralidad permite suponer que las Baleares estaban muy integradas en el conjunto del Imperio.
De esta época, las escasas referencias documentales conservadas, refieren a cuestiones religiosas:
- El exilio del obispo Víctor de Tunnuna en las Baleares en 555 por el enfrentamiento con Justiniano I por la cuestión de los Tres capítulos.[1]
- La carta de Liciniano de Cartagena al obispo Vicente de Ibiza, en el 582, en la que se pone de manifiesto la continuidad de los obispados insulares testificada en el Bajo Imperio Romano y en la época vándala, la credulidad en cuestiones sobrenaturales y la interrelación entre las comunidades cristianas y judías.[2]
- En el año 603, el Papa Gregorio I envió al Defensor Juan a imponer disciplina en los monjes de Cabrera.

### Pérdida bizantina de las posesiones hispánicas
En el siglo VII el Imperio Bizantino vivió una etapa de decadencia, muy debilitado por las luchas contra el Imperio Sasánida, en Oriente, y contra los longobardos, en sus posesiones de Italia. Así, en el 620 los bizantinos perdieron a manos de los visigodos, sus posesiones hispánicas, y las Baleares volvieron a ocupar una posición excéntrica al Imperio. Poco tiempo después los árabes emergen como una nueva potencia mediterránea, y entre los años 633 y 645 los bizantinos perdieron definitivamente sus posesiones en Siria, Egipto y Cirenaica, llegando incluso sufrieron el asedio de Constantinopla (688). Se supone que, en este contexto, el poder bizantino se fue debilitando en las Baleares.

### La incierta dependencia de Bizancio
En este estado de debilidad imperial, Bizancio mantenía sus posesiones de Sicilia, Cerdeña, algunos enclaves en el centro y sur de Italia o las posesiones de Numidia, en el norte de África, pero estas últimas fueron tomadas por Mussa ibn Nussayr en el 705, el cual, dos años más tarde, envía a su hijo Abd-Allah ibn Mussa ibn Nussayr a una expedición en los territorios bizantinos de Sicilia, Cerdeña y las Islas Baleares, firmando con sus gobernantes un tratado de sumisión o ahd. Asimismo se llevó, entre otros hospedajes de los distintos territorios atacados, los malik de Mallorca y Menorca, seguramente gobernadores bizantinos, a Damasco, para ratificarlo ante el califa omeya Al-Walid. Este tratado no se ha conservado, pero debía de ser parecido al Tratado de Orihuela, firmado por el hermano de Abd-Allah seis años después.
Estos tratados de sumisión, reiterados en el 848, parecen incompatibles con el mantenimiento de la dependencia de Bizancio, enemigo declarado de los musulmanes, pero esta es una cuestión sin resolver definitivamente.
También a finales del siglo VIII, en el 799, ante los continuos ataques musulmanes en las Islas Baleares se enviaron embajadas a la corte de Carlomagno para ofrecerle la sumisión de las Baleares a los carolingios a cambio de ayuda, la cual fue aceptada. No se documenta la continuidad de esta sumisión, pero no parece que esta dependencia se pudiera mantener una vez iniciadas las guerras civiles francas (830-840) y en todo caso después de la renovación del tratado de sumisión con el emir de Córdoba Abd al-Rahman II, en el 848.
Todos estos episodios, junto con la expedición normanda de 859, y las pretensiones del obispado de Gerona sobre Mallorca y Menorca formuladas en 892 y 897 ponen de manifiesto que si todavía existía una dependencia de Bizancio esta era puramente formal y la población de las islas tenían que afrontar las grandes dificultades del momento por sí solos.
Finalmente las Baleares fueron anexionadas en el 903 al Califato de Córdoba. En el relato de la conquista que hace el historiador Al-Zuhri, se afirma que los rum resistieron al Castillo de Alaró durante 8 años y 5 meses. La palabra árabe rum es polisémica, y tanto puede referirse, en un sentido restringido, a los bizantinos como, en un sentido extenso, a los cristianos, por eso se ha defendido que los mallorquines de entonces todavía eran percibidos, al menos, como bizantinos.

## Restos materiales bizantinos en las Baleares

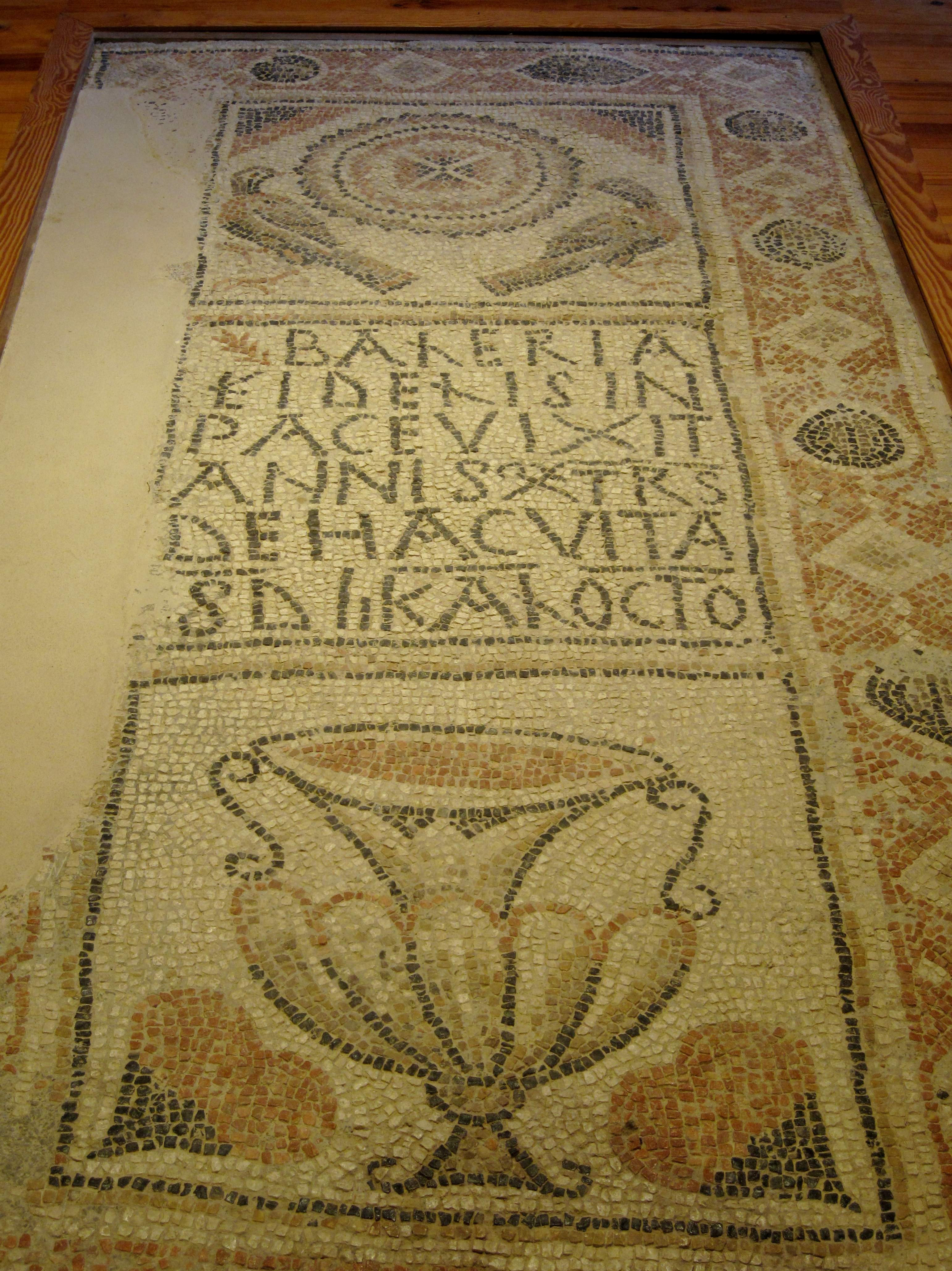
Mosaico de Balearia, procedente de la Basílica de Son Peretó (Museo de Historia de Manacor).

Los restos materiales bizantinos más importantes de las islas Baleares son un conjunto de basílicas paleocristianas rurales, en las islas de Mallorca (Son Peretó, Son Fadrinet, Sa Carrotja y Cas Frares) y Menorca (Fornàs de Torelló, Son Bou, Cap del Port de Fornells, Isla den Colom e Isla del Rey), junto con el cenobio de Cabrera, que fueron construidas o reformadas durante el período bizantino, en general presentan elementos constructivos y decorativos, especialmente los mosaicos, de influencia oriental y norteafricana fechables al siglo VI.
También forman parte del conjunto bizantino los castillos de Alaró, Castillo del Rey y Santueri, en Mallorca, Castillo de Santa Águeda en Menorca. Asimismo, se conservan restos defensivos de esta época en Dalt Vila en Ibiza, a pesar de que todas estas construcciones son reutilizaciones de época romana, como también lo debieron de ser las ciudades de Pollentia y Palma.
En cuanto a hallazgos arqueológicos destacan un utensilio siciliano encontrado en Albeña y un colgante con una figura coronada encontrado en S'Illot. También se conserva un capitel bizantino en el Convento de Santa Catalina, en Palma de Mallorca y en el basamento central del altar mayor de la Catedral de Palma, pero en estos últimos casos se trata de piezas de época posterior a la dominación bizantina.